# Ramipril
A ramipril angiotenzin-konvertáló enzim (ACE) gátló gyógyszer, melyet magas vérnyomás betegség és krónikus szívelégtelenség kezelésére adnak. Az ACE gátlók
csökkentik az angiotenzin II képződését, ezáltal ellazítják az artériás simaizmokat és tágítják az artériákat, így a szív könnyebben tudja a vért pumpálni, és a vérellátás javul.
A ramipril prodrug, mivel a májban alakul aktív metabolittá (ramiprilát) észteráz enzimek segítségével. 
A ramiprilát főként a vesében választódik ki, biológiai felezési ideje 3–16  óra között változik.

## Javallatok
- magas vérnyomás
- krónikus szívelégtelenség
- miokardiális infarktus után
- miokardiális infarktus megelőzése
- kialakult vagy kezdődő vesekárosodás kezelésére

## Ellenjavallatok
- renovascularis betegség
- súlyos vesekárosodás, veseartéria-szűkület
- angioedema
- terhesség, szoptatás ideje alatt
- megemelkedett vér-aldoszteron-koncentráció

## Mellékhatások
- száj, nyelv vagy torok duzzanat
- száraz köhögés, szédülés (alacsony vérnyomás)

## Készítmények
- Altace
- Corpril
- Emren (Richter Gedeon)
- Hartil
- Meramyl (Actavis)
- Piramil
- Ramace (TEVA)
- Ramitren
- Tritace (sanofi-anventis)

### Gyógyszerkombinációk
- Egiramlon (ramipril + amlodipin) (EGIS)
- Triasyn (ramipril + felodipin)
- Tritace HCT (ramipril + hidroklorotiazid)

## Külső hivatkozások
- Altace,   King Pharmaceuticals, Inc.
- https://web.archive.org/web/20071026045518/http://www.ramipril.org/
- https://web.archive.org/web/20071029163743/http://www.rxlist.com/cgi/generic/ramipril.htm